# Bánov (Eslováquia)
Bánov é um município da Eslováquia, situado no distrito de Nové Zámky, na região de Nitra. Tem 19,76 km² de área e sua população em 2018 foi estimada em 3.703 habitantes.

## Demografia
| Ano:        | 1994 | 2004   | 2014   | 2024   |
| ----------- | ---- | ------ | ------ | ------ |
| Broj ljudi: | 3760 | 3742   | 3709   | 3548   |
| Razlika:    |      | -0,47% | -0,88% | -4,34% |

| Ano:               | 2023 | 2024   |
| ------------------ | ---- | ------ |
| Número de pessoas: | 3582 | 3548   |
| Diferença:         |      | -0,94% |